# 男鹿市立野石小学校
男鹿市立野石小学校（おがしりつのいししょうがっこう）は、秋田県男鹿市野石にあった市立小学校。
県教委「う歯予防推進校」指定、学校給食優良校として文部大臣賞を受けた。

## 沿革

### 経緯
男鹿市立野石小学校は、1872年の学生頒布を受けて1875年、宮沢部落の郷倉を校舎として開校。

### 年表
- 1875年3月14日 - 創立
- 1887年4月 - 湖西尋常小学校と称する
- 1892年4月1日 - 潟西村立野石小学校と改称
- 1912年4月27日 - 高等科設置
- 1912年4月27日 - 改築工事落成
- 1921年12月17日 - 冬季五明光分校開設
- 1922年10月7日 - 増築工事落成
- 1926年 - 記念運動場設置
- 1940年4月30日 - 五明光分校改築工事落成
- 1940年4月30日 - 校舎増築工事落成
- 1941年4月1日 - 潟西村立野石国民学校と改称
- 1947年4月1日 - 潟西村立野石小学校と改称
- 1956年4月1日 - 琴浜村立野石小学校と改称
- 1961年1月30日 - 屋内体操場上棟祭執行[1]
- 1961年3月31日 - 体育館管理棟改築工事落成
- 1967年3月31日 - 五明光冬季分校廃止
- 1968年5月30日 - 運動場拡張工事完成
- 1970年6月30日 - 新校舎起工式
- 1970年11月1日 - 町制施行・若美町立野石小学校と改称
- 1971年6月26日 - 新校舎落成
- 1971年4月1日 - プール落成
- 1978年8月31日 - 運動場拡張工事完成
- 1979年3月31日 - 給食用食堂開設
- 1989年12月15日 - 屋内運動場全面改築工事竣工
- 1993年3月17日 - 校舎全面改築工事竣工
- 2001年7月13日 - プール全面改修工事完了
- 2005年3月22日 - 市町村合併により、男鹿市立野石小学校と改称
- 2015年
  - 2月6日 - 公益社団法人「食品容器環境美化協会」から、第15回環境美化教育優良校等表彰を受ける[2]。
  - 3月14日 - 閉校式を行う[3]。
  - 3月31日 - 完全閉校。男鹿市立美里小学校へ統合。